# Émile Vernier (graveur)
Pour les articles homonymes, voir Vernier.
Émile Séraphin Vernier, né à Paris, dans le 12e arrondissement, le 16 octobre 1852 et mort dans la même ville, dans le 16e arrondissement, le 9 septembre 1927, est un sculpteur et médailleur français.  

## Biographie
Émile Vernier débute au Salon des artistes français de 1876. Il obtient une mention honorable au Salon de 1886,
une mention honorable à l'Exposition universelle de Paris de 1889 et une médaille de bronze à Exposition universelle de 1900.
Il préside la Société des artistes décorateurs de 1905 à 1910 et est remplacé par Émile Couty en 1907 et 1908.

## Distinctions
Émile Vernier est nommé chevalier dans l'ordre national de la Légion d'honneur par décret du 19 juillet 1903 et promu officier, du même ordre, par décret du 20 octobre 1911.

## Œuvres dans les collections publiques
Aux États-Unis
- San Francisco, California Palace of the Legion of Honor : 
  - Pierre Curie, 1907, plaquette en bronze[3] ;
  - Philippe Pétain, Maréchal de France, 1918, 1922, médaille en bronze[4].

En France
- Beaufort-en-Vallée :
  - Manufacture nationale de Sèvres ;
  - La République.
- Le Mans : Pierre Curie.